# Якоб Юганссон (футболіст, 1990)
Якоб Юганссон (швед. Jakob Johansson, нар. 21 червня 1990, Тролльгеттан) — шведський футболіст, опорний півзахисник, центральний півзахисник, центральний захисник.
Чемпіон Швеції та Греції, володар кубків Франції, Швеції та Греції.

## Клубна кар'єра
У дорослому футболі дебютував 2006 року виступами за команду клубу «Тролльгеттан», в якій того року взяв участь у 20 матчах чемпіонату.
Своєю грою за цю команду привернув увагу представників тренерського штабу клубу «Гетеборг», до складу якого приєднався 2007 року. Відіграв за команду з Гетеборга наступні вісім сезонів своєї ігрової кар'єри. Більшість часу, проведеного у складі «Гетеборга», був основним гравцем команди.
До складу клубу АЕК приєднався 2015 року. За три з половиною роки провів 127 матчів за клуб у всіх змаганнях та забив 10 голів.
Влітку 2018 року перейшов до «Ренна». У французькому клубі виступав нерегулярно, пропускаючи багато матчів (зокрема, більшість сезону 2019/20) через травми.

## Виступи за збірні
2006 року дебютував у складі юнацької збірної Швеції, взяв участь у 20 іграх на юнацькому рівні, відзначившись 6 забитими голами.
Протягом 2009—2012 років залучався до складу молодіжної збірної Швеції. На молодіжному рівні зіграв у 17 офіційних матчах, забив 2 голи.
2013 року дебютував в офіційних матчах у складі національної збірної Швеції.
У листопаді 2017 у двоматчевому плей-оф за вихід на чемпіонат світу-2018 у першому матчі Юганссон забив єдиний гол у ворота Італії. У матчі-відповіді завдяки нульовій нічиїй (та голу Юганссона в першій грі) Швеція вийшла на чемпіонат світу, але сам Юганссон зазнав важкої травми, від якої не зміг відновитися до початку літа та вимушений був пропустити чемпіонат світу.

## Досягнення
- Володар Чемпіон Швеції (1):

«Гетеборг»:  2007
- Володар Кубка Швеції (3):

«Гетеборг»:  2008, 2012-13, 2019-20
- Володар Суперкубка Швеції (1):

«Гетеборг»: 2008
- Володар Кубка Греції (1):

АЕК: 2015-16
- Чемпіон Греції (1):

АЕК: 2017-18
- Володар Кубка Франції (1):

«Ренн»: 2018-19